# Drosophila davidi
Drosophila davidi este o specie de muște din genul Drosophila, familia Drosophilidae, descrisă de Tsacas în anul 1975.
Este endemică în Congo. Conform Catalogue of Life specia Drosophila davidi nu are subspecii cunoscute.